# جيريمياه دينتون
جيريمياه دينتون (بالإنجليزية: Jeremiah Denton)‏ هو ضابط وسياسي أمريكي، ولد في 15 يوليو 1924 في موبيل في الولايات المتحدة، وتوفي في 28 مارس 2014 في فرجينيا بيتش في الولايات المتحدة بسبب قصور القلب. حزبياً، نشط في الحزب الجمهوري. وقد انتخب عضو مجلس الشيوخ الأمريكي عن دائرة ألاباما (2 يناير 1981 – 3 يناير 1987).

## روابط خارجية
- جيريمياه دينتون على موقع IMDb (الإنجليزية)
- جيريمياه دينتون على موقع إن إن دي بي (الإنجليزية)
- جيريمياه دينتون على موقع قاعدة بيانات الفيلم (الإنجليزية)